# Eukoenenia sinensis
Espèce
Eukoenenia sinensis est une espèce de palpigrades de la famille des Eukoeneniidae.

## Distribution
Cette espèce est endémique du Guangdong en Chine. Elle se rencontre vers Zhuhai.

## Description
Les mâles mesurent de 1 030 à 1 120 µm et les femelles de 1 020 à 1 050 µm.

## Systématique et taxinomie
Cette espèce a été décrite par Bu, Souza et Mayoral en 2021.

## Étymologie
Son nom d'espèce, composé de sin[a] et du suffixe latin -ensis, « qui vit dans, qui habite », lui a été donné en référence au lieu de sa découverte, la Chine.

## Publication originale
- Bu, Souza & Mayoral, 2021 : « Discovery of the genus Eukoenenia (Palpigradi: Eukoeneniidae) from China and description of a new species. » The Journal of Arachnology , vol. 49, no 2, p. 225-234.